# Lepiota cristata
Lepiota cristata (James Bolton, 1788 ex Paul Kummer, 1871) din încrengătura Basidiomycota în familia Agaricaceae și de genul Lepiota, este o specie de ciuperci otrăvitoare, saprofită, denumită în popor parasol crestat. Specia se dezvoltă în mare măsură neindependent de societatea de pădure, având o preferință pentru situri perturbate sau influențate antropic cu un sol neutru până bazic, chiar și puternic azotat. De acea, în România, Basarabia și Bucovina de Nord nu apare doar în păduri de foioase mixte (stejar, fag și carpen) sau la marginea plantaților de molid pe detritus vegetal, ci, de asemenea, pe terenuri ruderale, pe lângă tufișuri și arbuști, în grădini și parcuri sau pe marginea de drum. Apare, crescând adesea în pâlcuri numeroase, de la câmpie la munte din iunie până noiembrie.

## Taxonomie
Soiul a fost descris pentru prima dată sub denumirea Agaricus granulatus de savantul german Jacob Christian Schäffer în 1774, dar s-a hotărât, că numele binomial este Agaricus cristatus, determinat de micologul englez James Bolton în volumul 1 al operei sale An History of Fungusses growing about Halifax din 1788. În 1871, cunoscutul micolog german Paul Kummer a transferat ciuperca corect la genul Lepiota sub păstrarea epitetului, de verificat în marea sa lucrare Der Führer in die Pilzkunde: Anleitung zum methodischen, leichten und sicheren Bestimmen der in Deutschland vorkommenden Pilze mit Ausnahme der Schimmel- und allzu winzigen Schleim- und Kern-Pilzchen („Ghid pentru știința micologiei, fără ciupercuțe de mucegai și prea mici mucoase și nucleici”). Acest taxon este valabil până în prezent (2020).
Datorită marii variabilități a speciei au fost formulate mai multe forme și variații care însă nu sunt folosite pe scară largă.

## Descriere

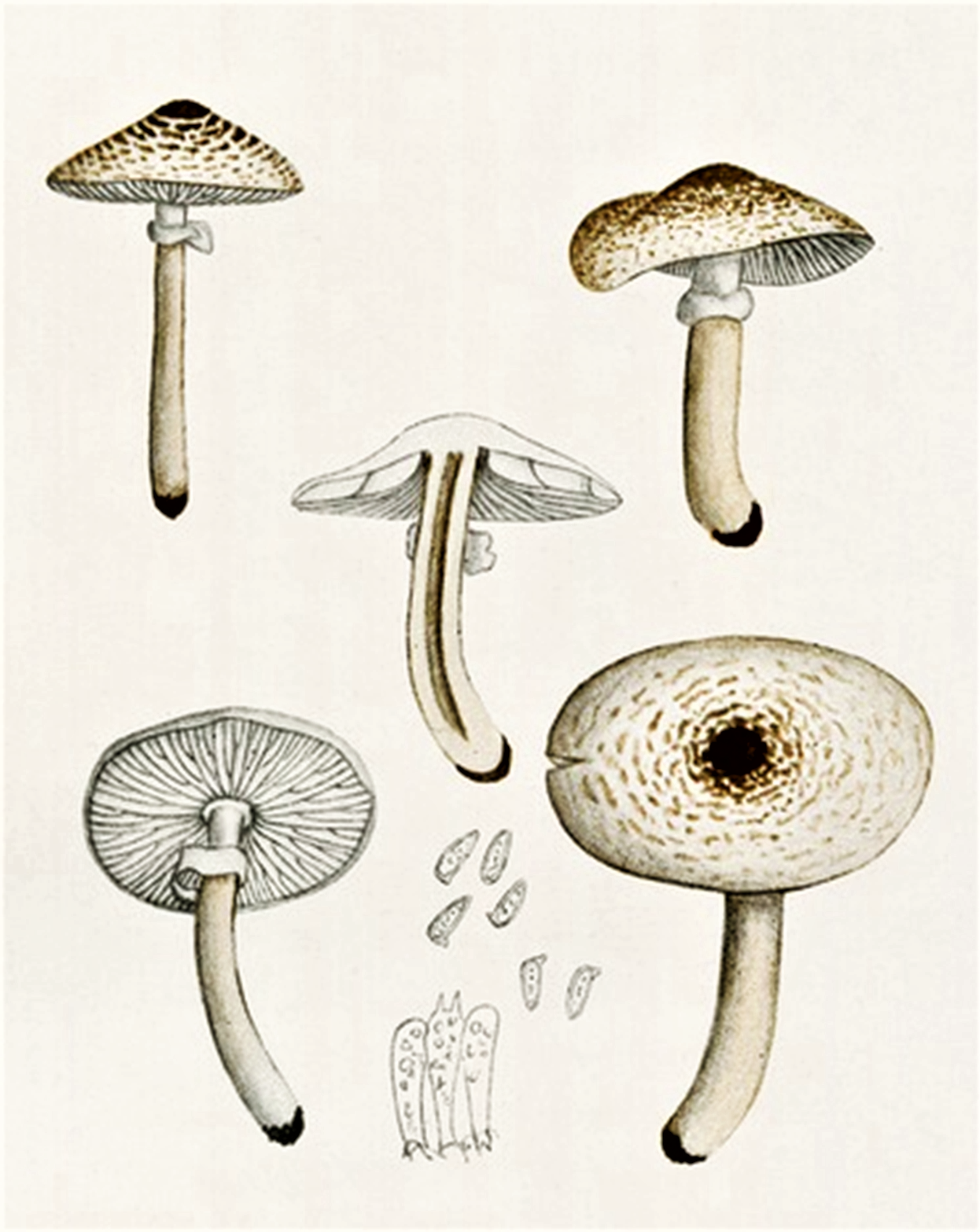
Bres.: Lepiota cristata

- Pălăria: are un diametru de 3-6 (9) cm, este inițial emisferică, apoi conică și în sfârșit etalată, la centru cu un mamelon caracteristic turtit, solzos și brun-roșcat care poate să-și piardă culoarea cu avansarea în vârstă. Marginea are resturi albicioase al vălului parțial cu aspect franjurat. Cuticula albicioasă este acoperită cu o multitudine de scuame mici ocru-maronii până brune, dispuse concentric, foarte dese spre centru la exemplarele tinere, dar, la exemplarele mature, tot mai rare spre periferie.
- Lamelele: sunt bulboase și numai puțin bifurcate, subțiri și aglomerate. Coloritul lor este albicios, devenind la bătrânețe gălbui, uneori cu pete ruginii pe muchii.
- Piciorul: are o înălțime de 5-7 cm și o grosime de 0,5-0,8 cm, este cilindric, zvelt, neted, destul de fragil, ușor separabil de pălărie și ceva îngroșat la bază, fiind gol pe dinăuntru. Coloritul este roz până maroniu, în partea de sus mai deschis. Prezintă un inel dispus în treimea superioară a piciorului, la început lat, membranos, ascendent și albicios, dar repede ocru-maroniu precum evident nepersistent.
- Carnea: este albă și destul de fragilă ce nu se decolorează după tăiere. Mirosul este în tinerețe aproape imperceptibil, dar repede dezgustător de gaz, în special în urma ruperii, gustul fiind greu de remarcat.[3][4]
- Caracteristici microscopice: Sporii sunt slab elipsoidali în formă de pară, netezi și amilozi (ce înseamnă colorabilitatea structurilor tisulare folosind reactivi de iod), având o mărime de 6-7 x 3-4 microni. Pulberea lor, secretată în mase, este crem-albă până slab gălbuie. Basidiile cu 2-4  sterigme în formă de măciucă umflată în sus, măsoară 25-28 x 5-6 microni. Cistidele (elemente sterile situate în stratul himenal sau printre celulele din pielița pălăriei și a piciorului, probabil cu rol de excreție) au o formă asemănătoare, iar, în special cheilocistidele (elemente sterile situate pe muchia lamelor) sunt clar în formă de pere și măsoară aproximativ 25 x 10 microni. Pleurocistidele (cistide situate în himenul de pe fețele lamelor) lipsesc. Cuticula este himeniformă și constă din celule variabile rotunjite până clavate de 25-60 x 10-15 microni.[8][9]
- Reacții chimice: Carnea se colorează cu anilină de fenol după un minut roz, apoi brun ca ciocolata și cu tinctură de Guaiacum după scurt timp albastru.[10][11]

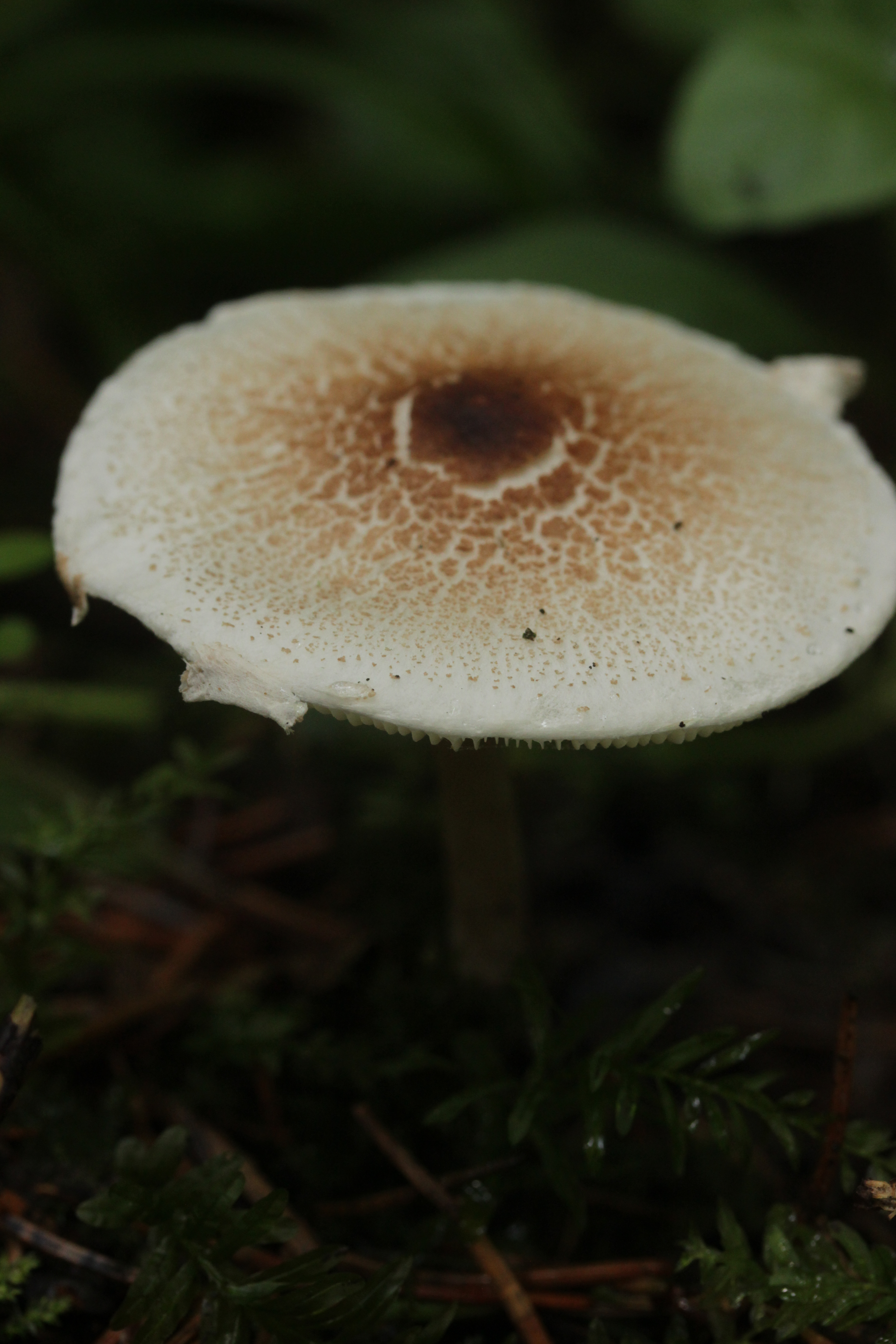
L. cristata, pălărie
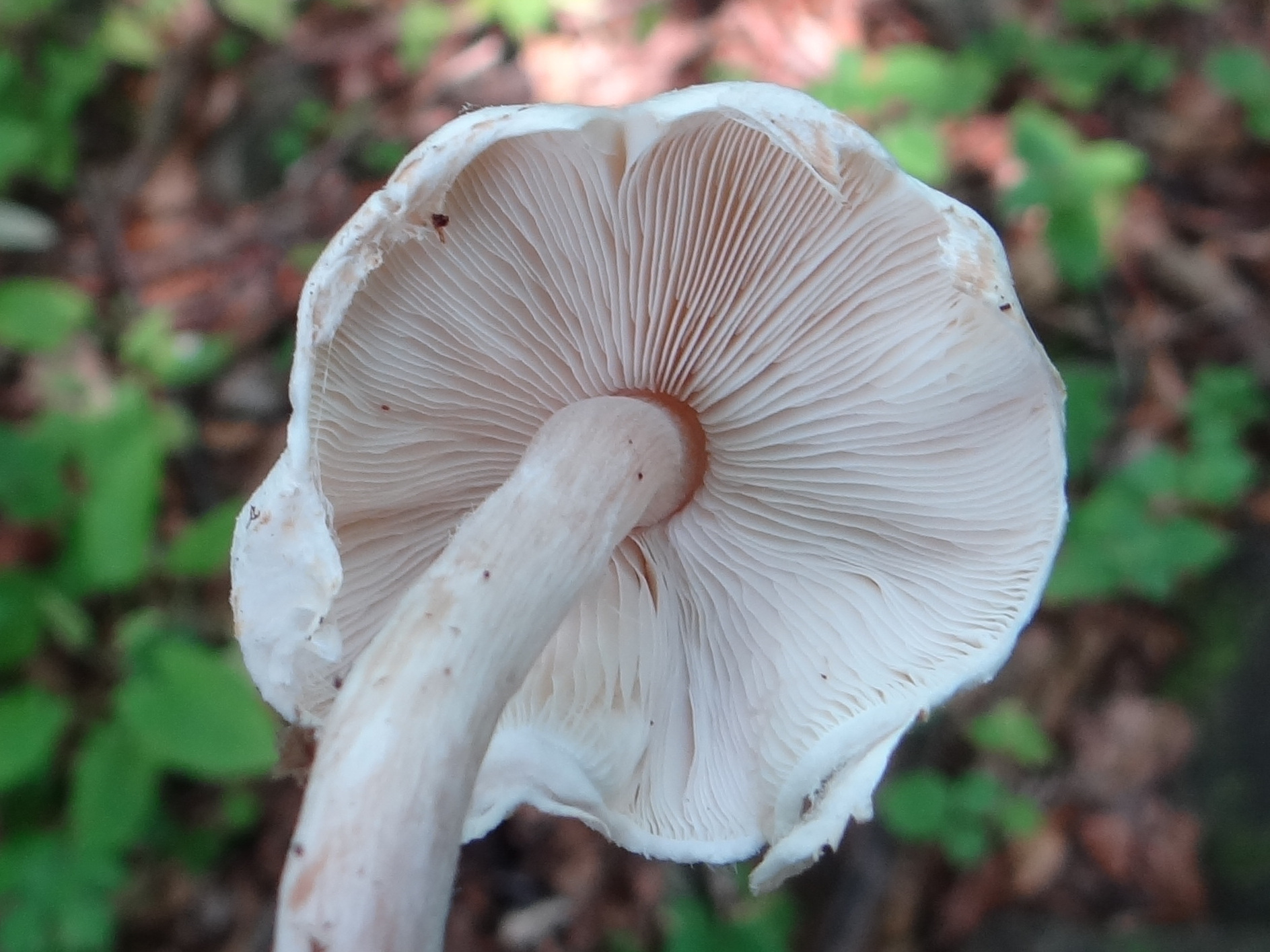
L. cristata, lamele și picior
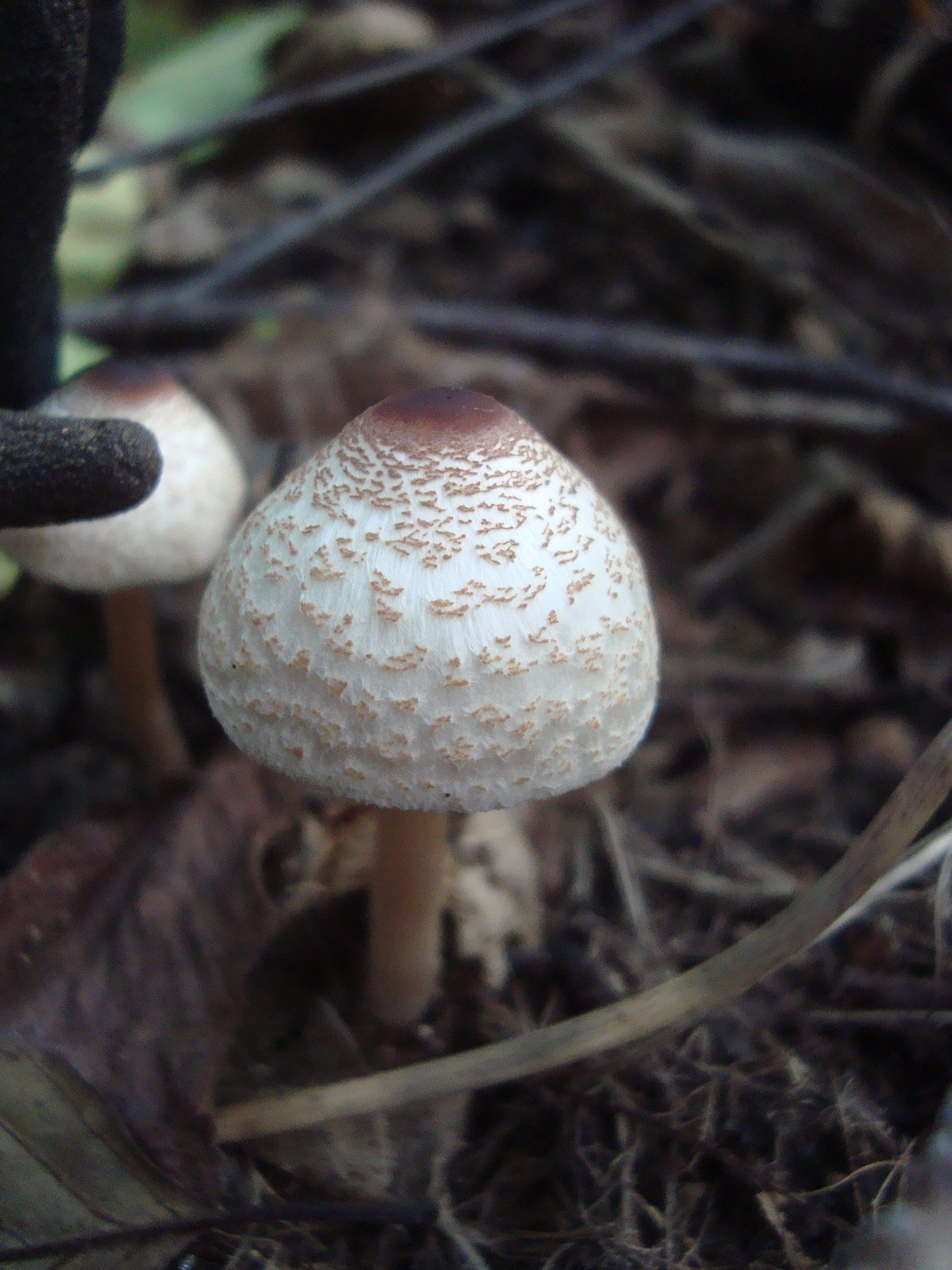
L. cristata tinere
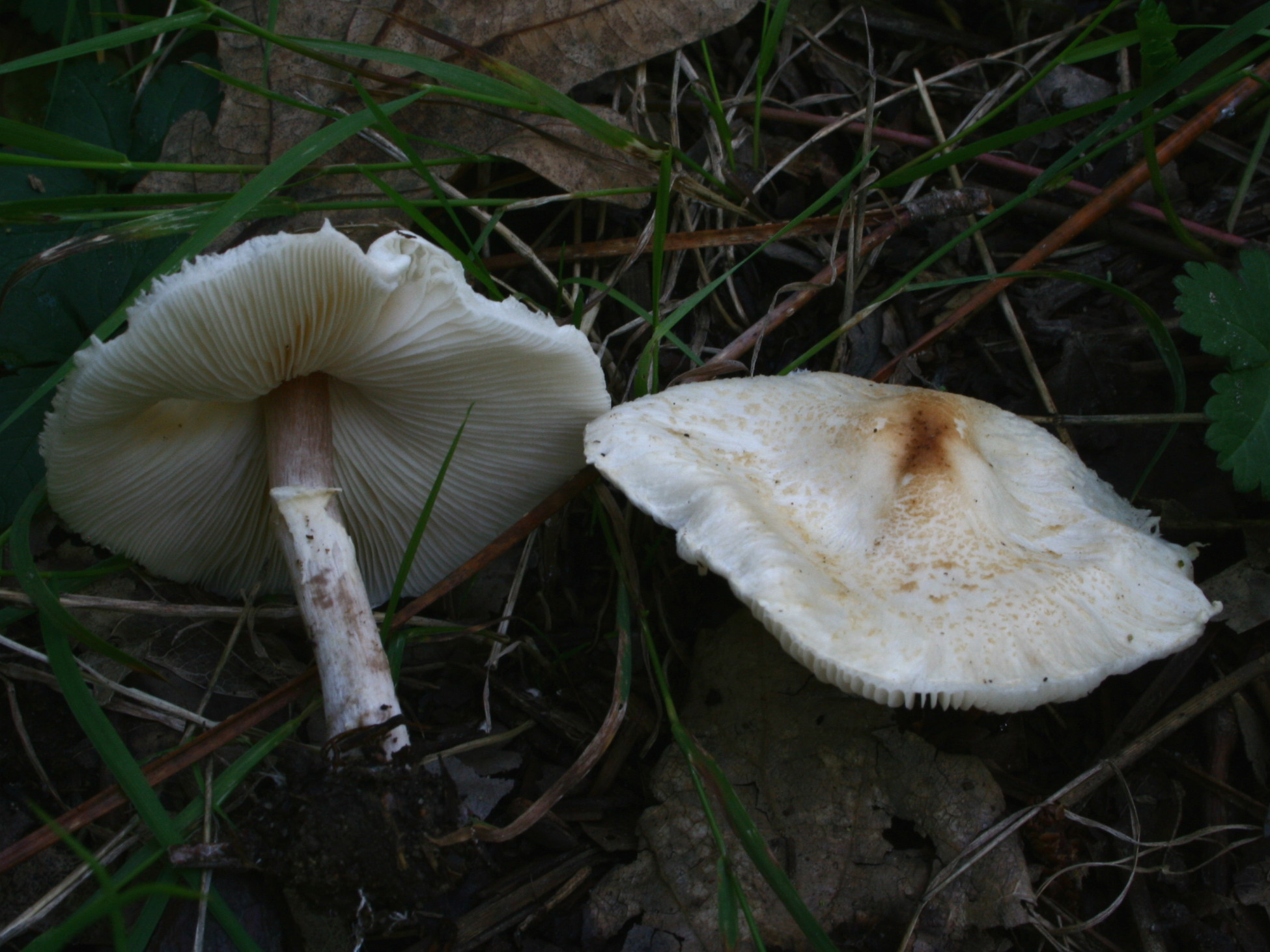
L. cristata bătrâne

## Confuzii
Această specie poate fi confundată într-adevăr cu soiri comestibile, dar preponderent cu unele toxice sau chiar letale, astfel de exemplu cu: Agaricus placomyces (otrăvitor), Agaricus semotus (comestibil), Chlorophyllum molybdites sin. Lepiota morganii (otrăvitor), Lentinus tigrinus (tânăr comestibil), Lepiota boudieri (otrăvitoare), Lepiota brunneoincarnata (letală), Lepiota castanea (letală), Lepiota clypeolaria (otrăvitoare), Lepiota erminea (necomestibilă), Lepiota felina (otrăvitoare), Lepiota hystrix (necomestibilă), Lepiota ignivolvata (comestibilă), (imagini aici:), Lepiota kuehneri (letală), Lepiota lilacea (suspectă, poate otrăvitoare), Lepiota ochraceofulva (suspectă, probabil otrăvitoare), Lepiota pseudolilacea sin. Lepiota pseudohelveola (letală), Lepiota subincarnata (letală), Leucoagaricus americanus sin. Leucoagaricus bresadolae (otrăvitor) sau chiar cu Agaricus comtulus (comestibil).

## Specii asemănătoare în imagini

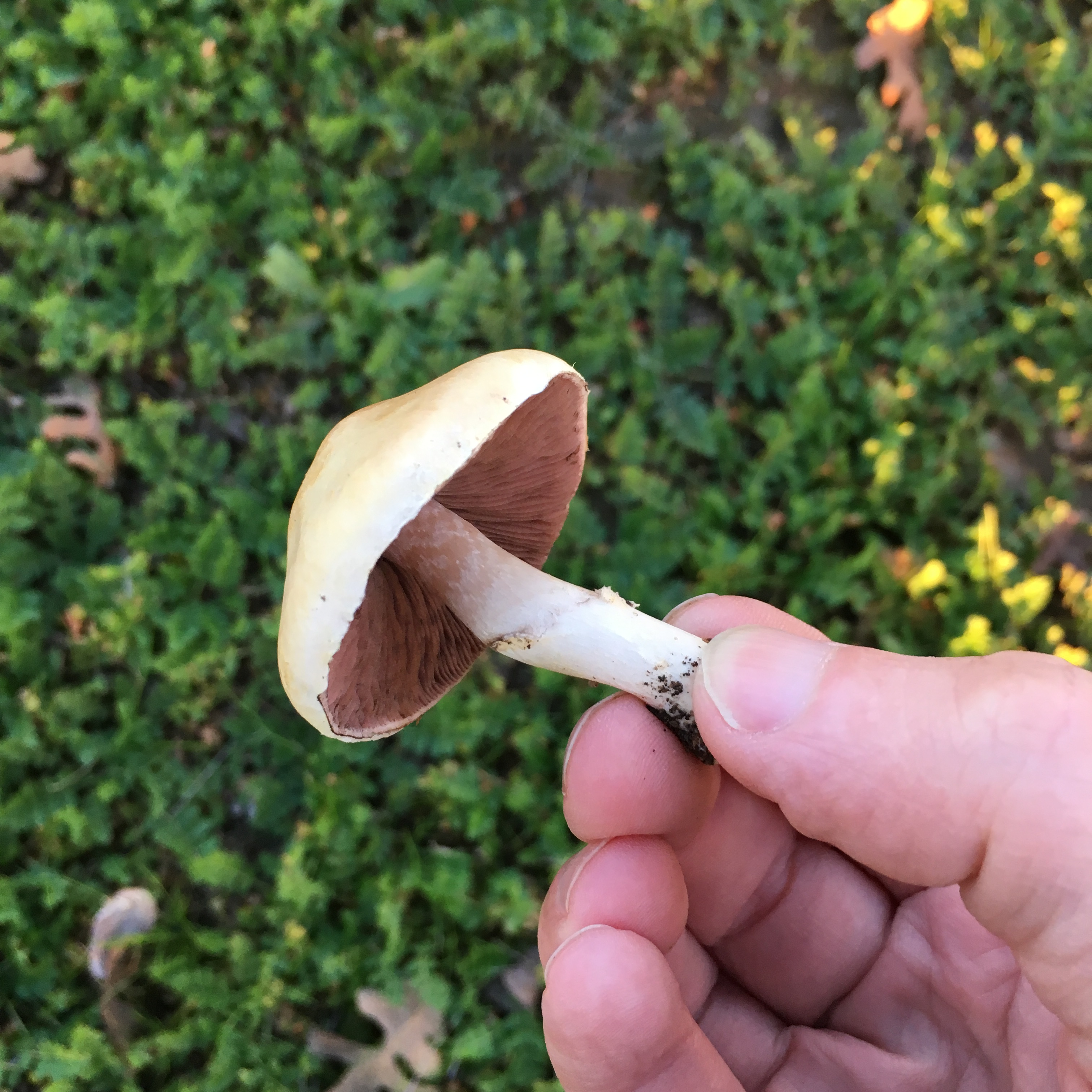
Agaricus comtulus
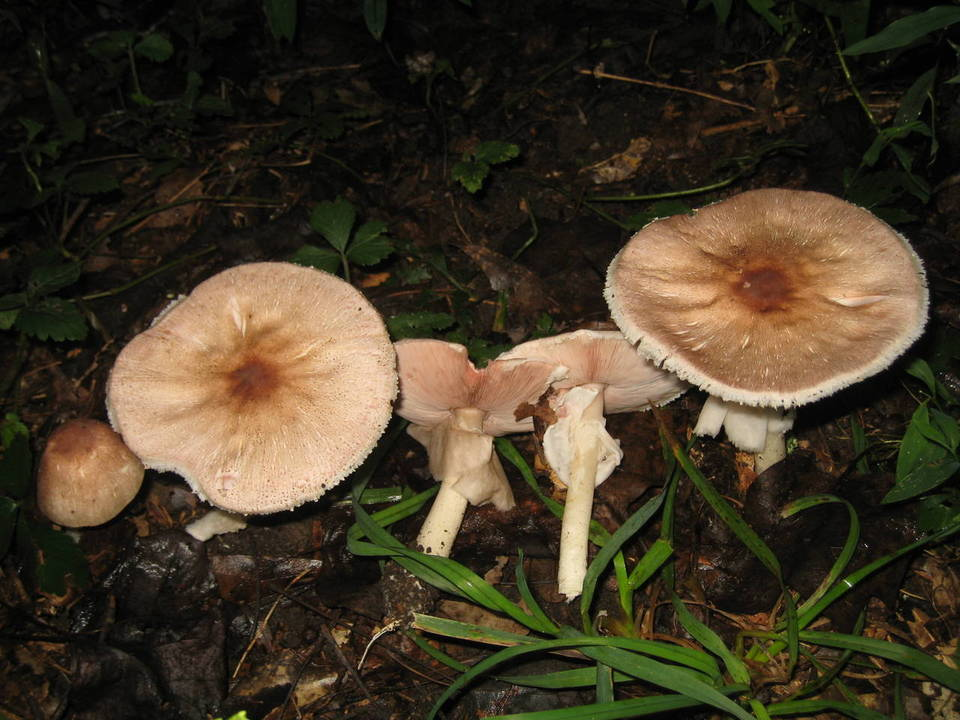
!!Agaricus placomyces!!
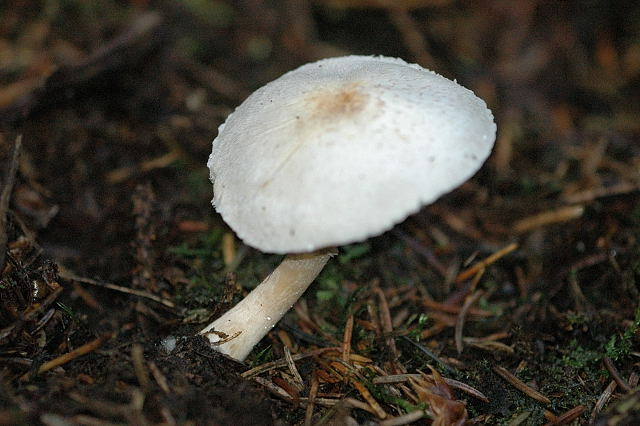
Agaricus semotus
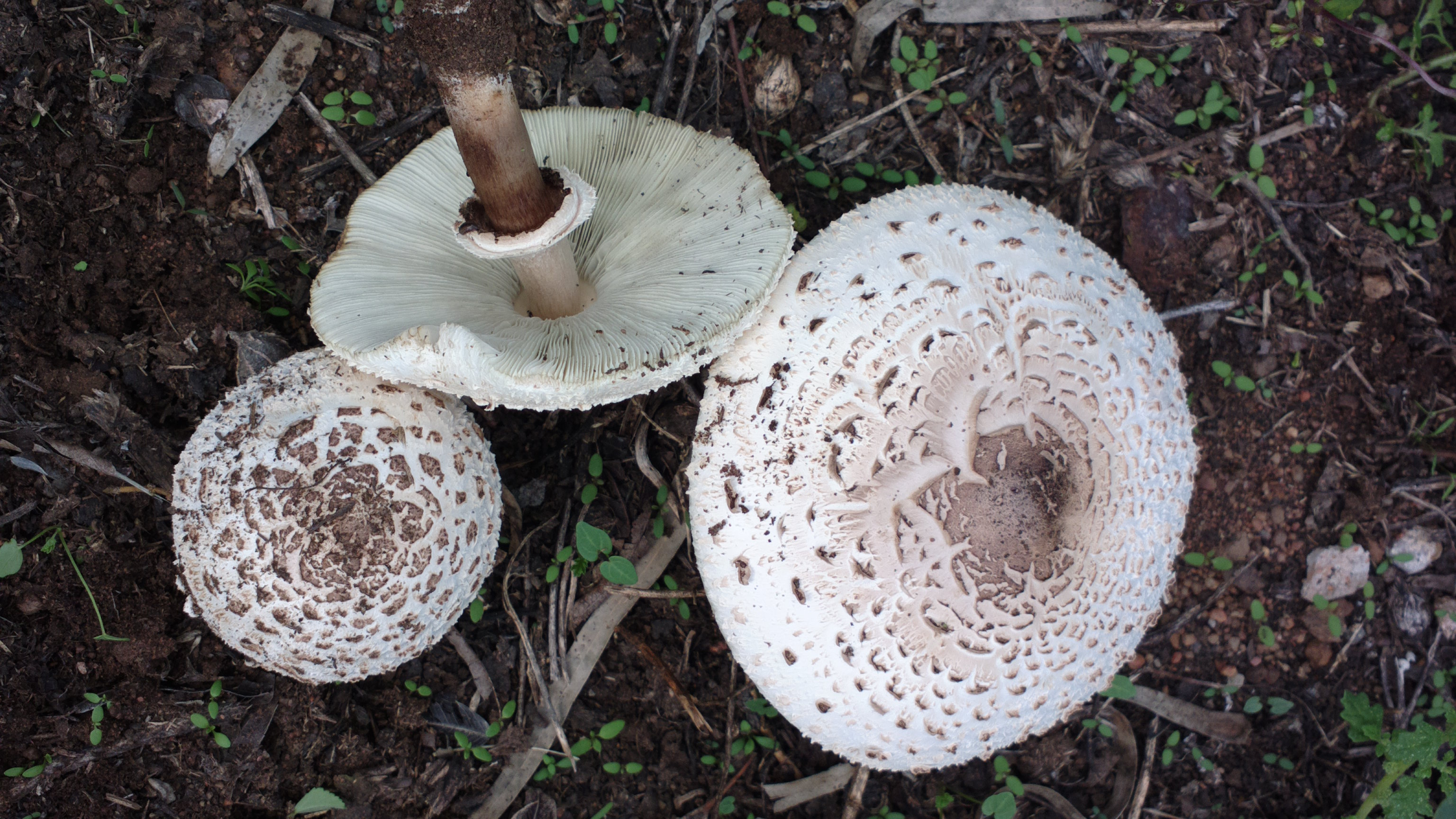
!!Chlorophyllum molybdites sin. Lepiota morganii!!
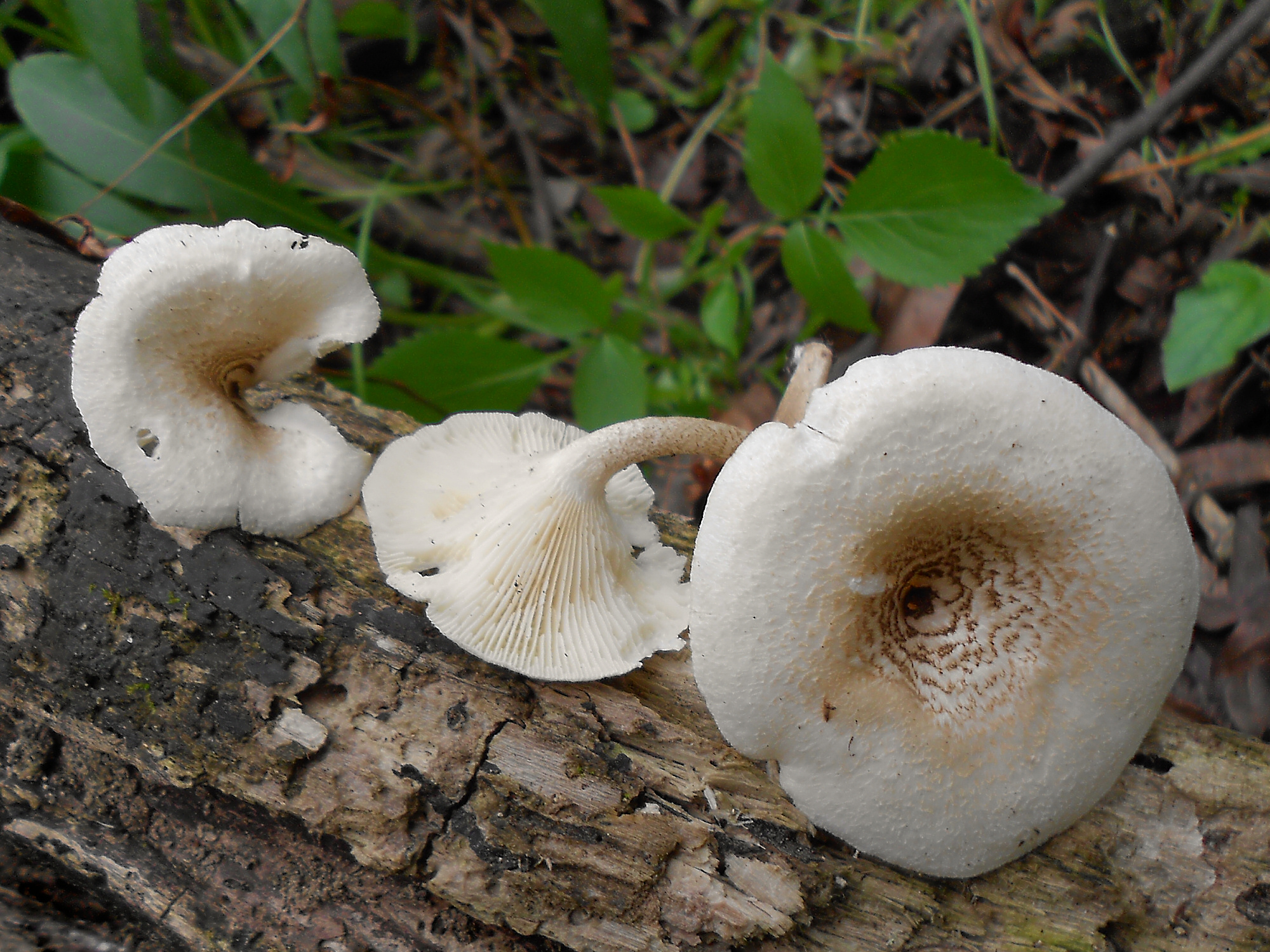
Lentinus tigrinus
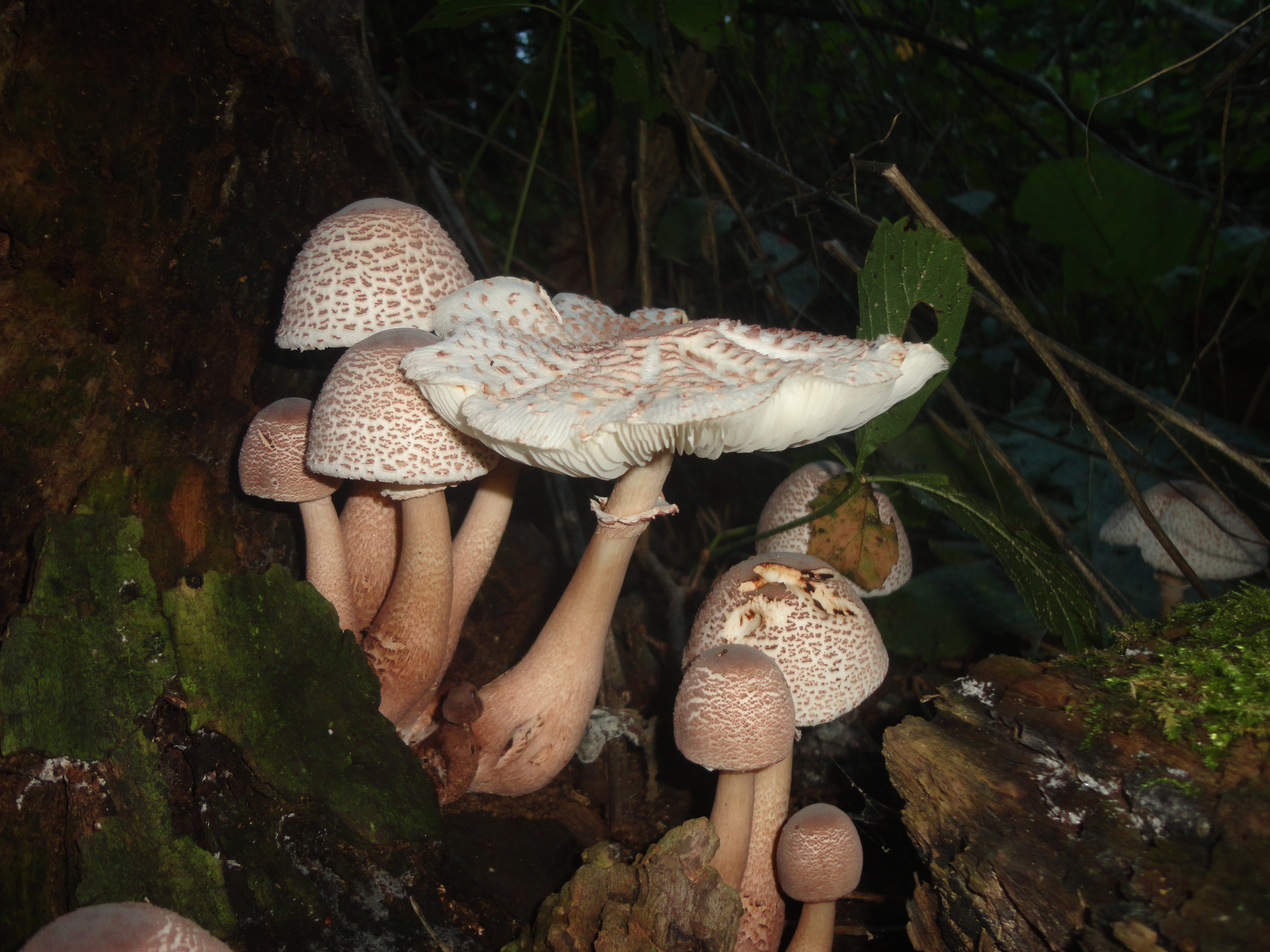
!!Leucoagaricus americanus sin. Leucoagaricus bresadolae!!
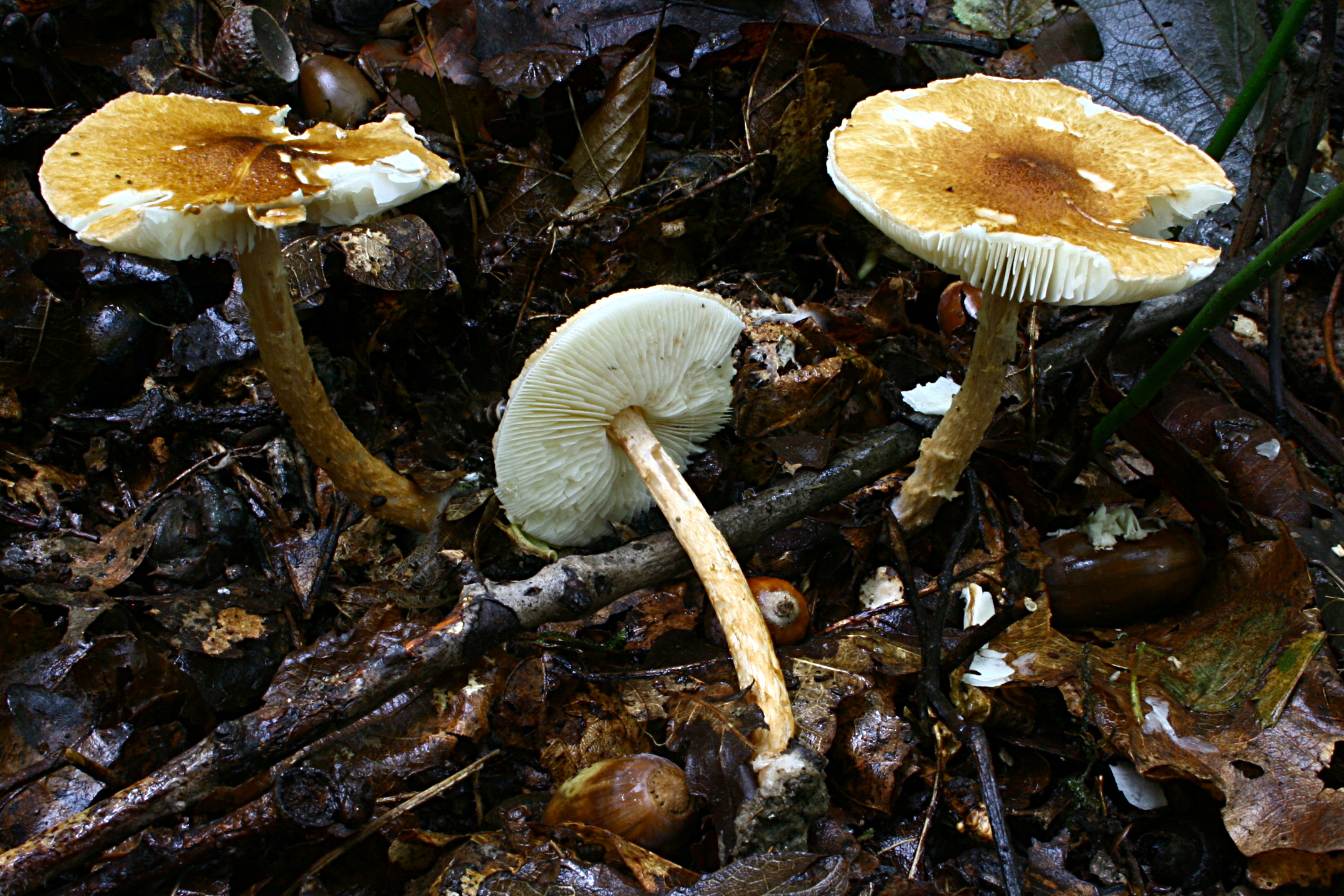
!!Lepiota boudieri!!
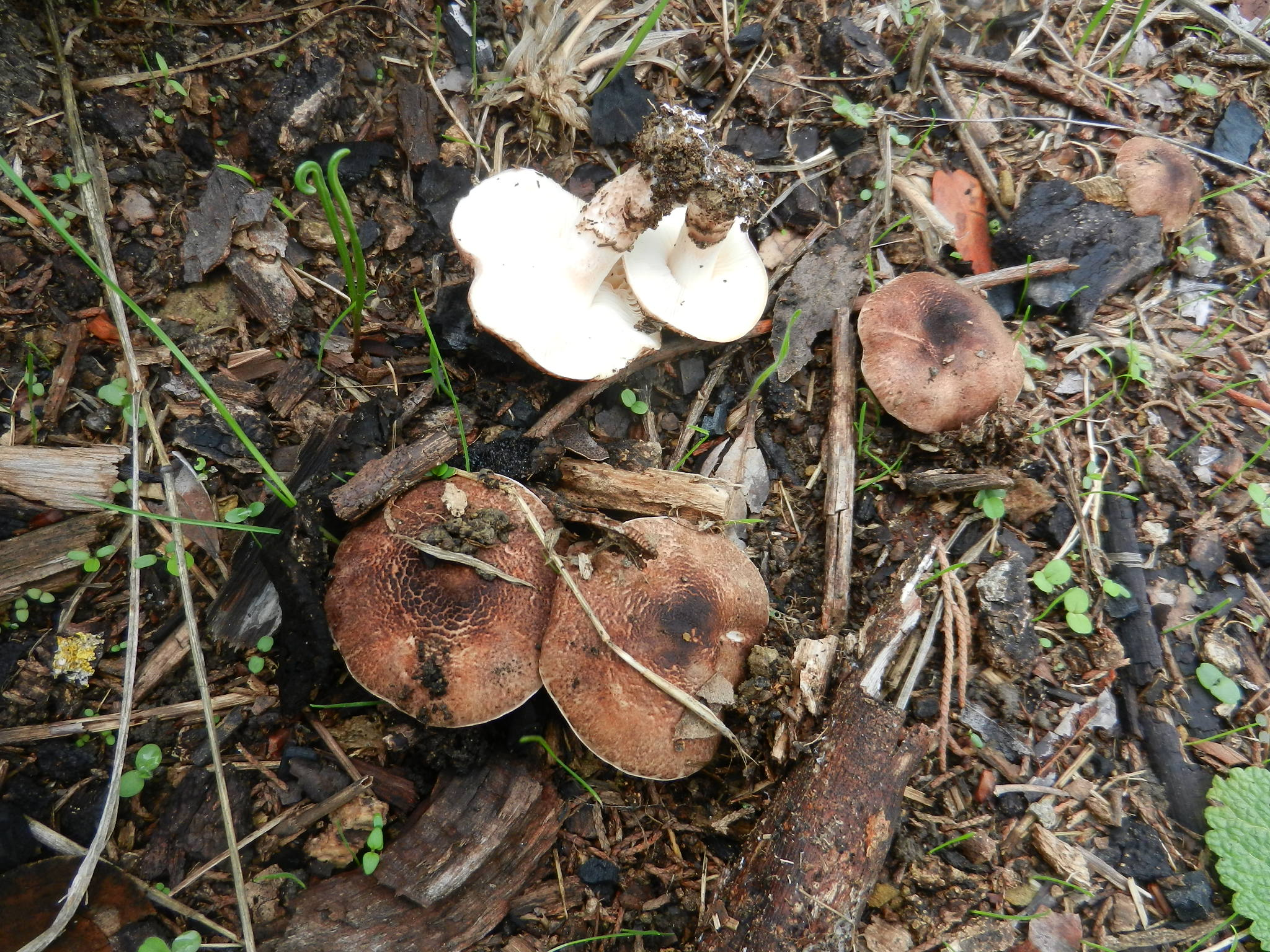
!!!Lepiota brunneoincarnata!!!
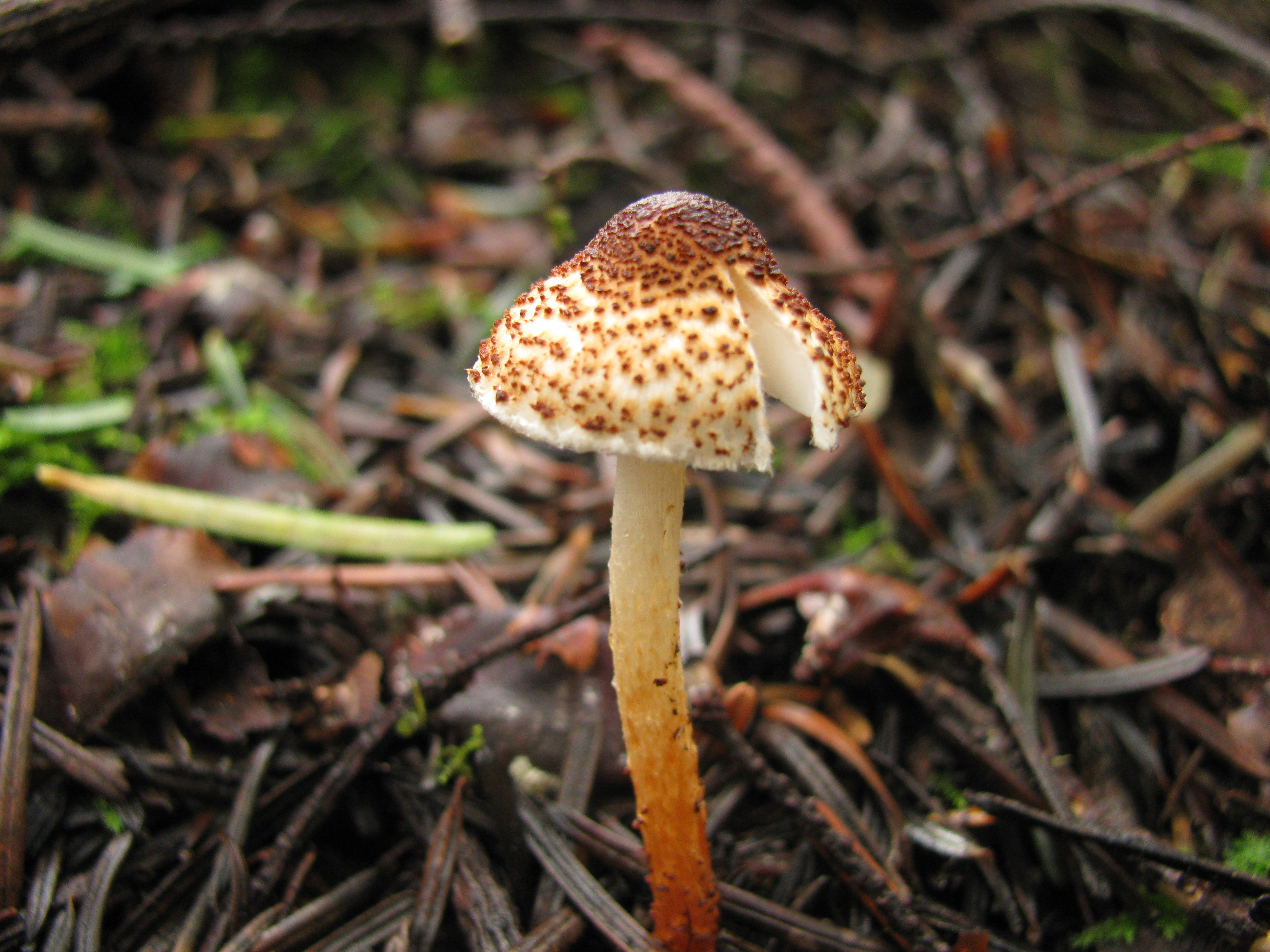
!!!Lepiota castanea!!!

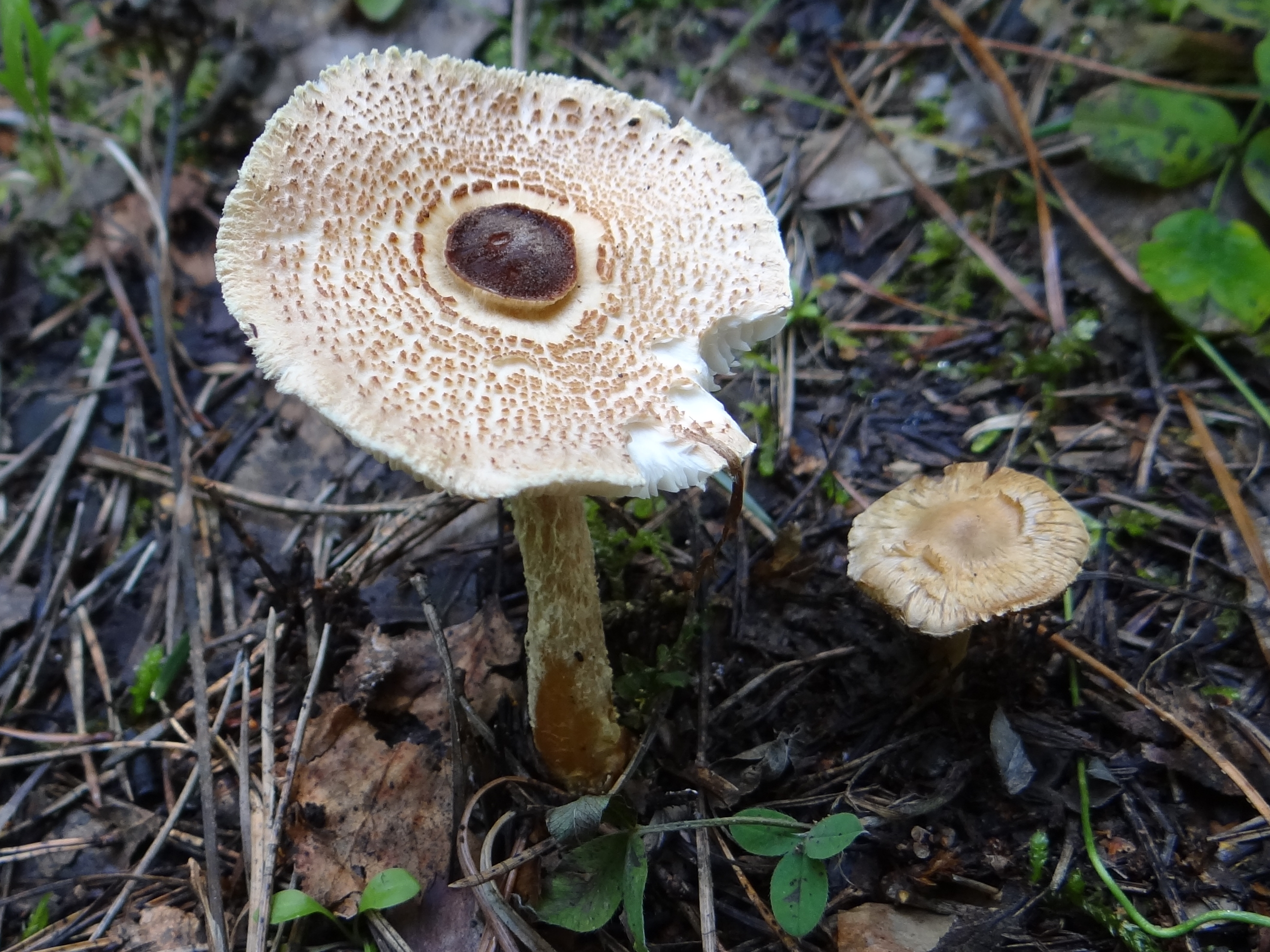
!!Lepiota clypeolaria!!
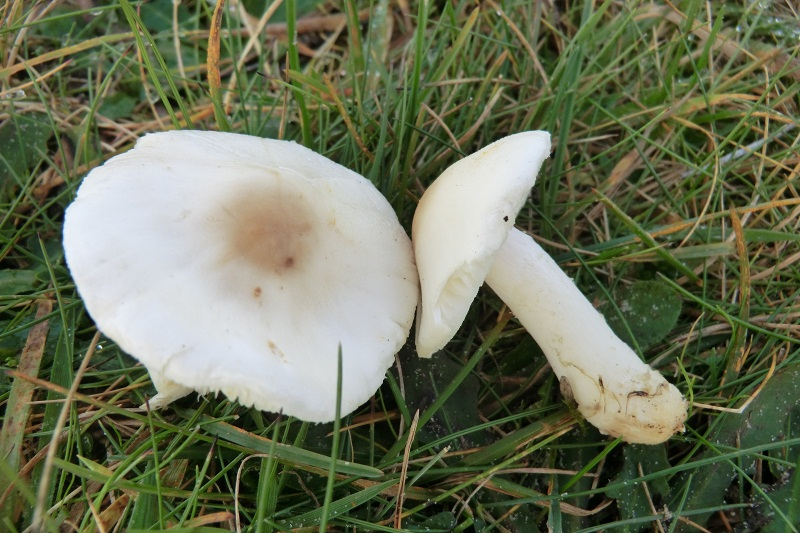
!Lepiota erminea!
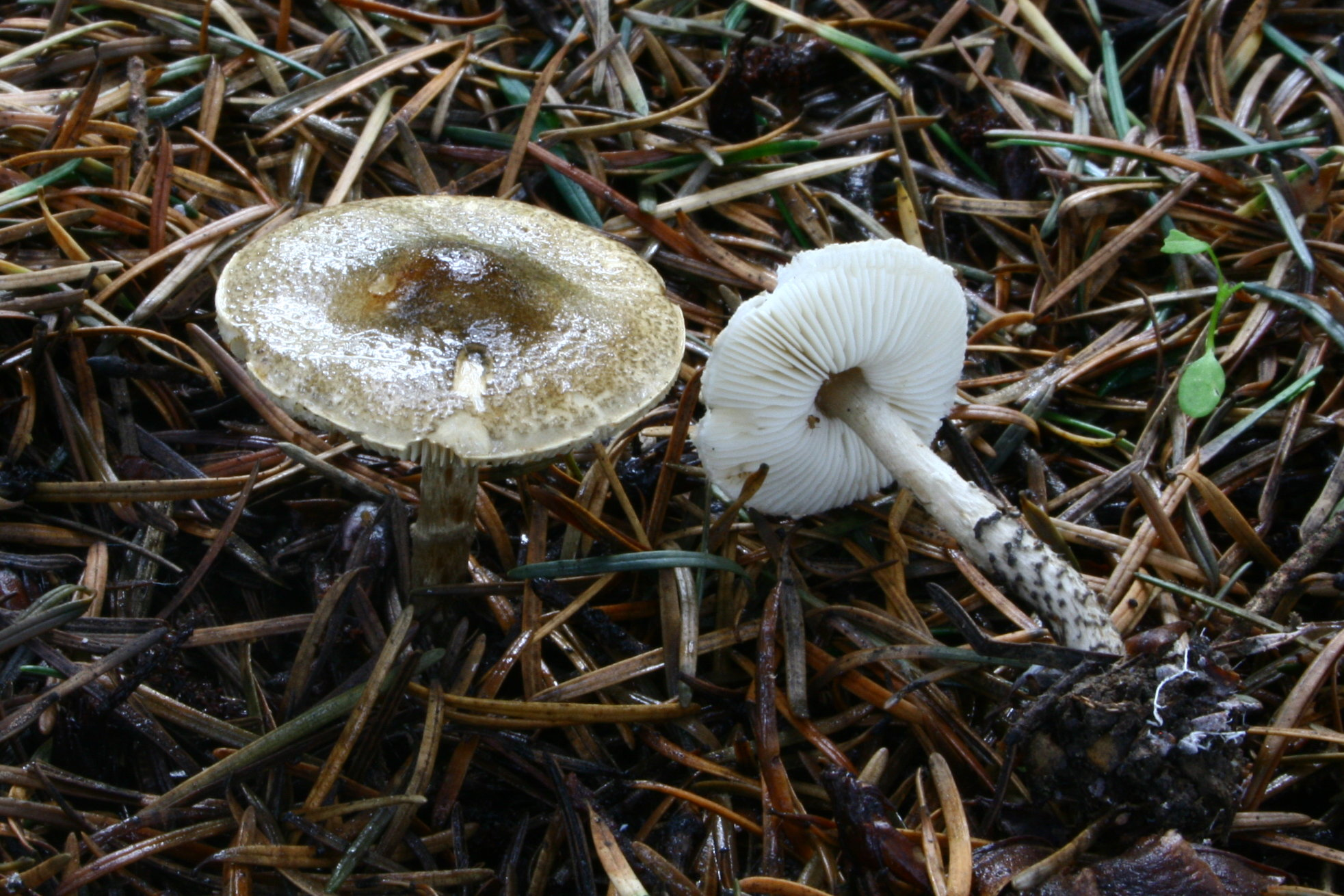
!!Lepiota felina!!
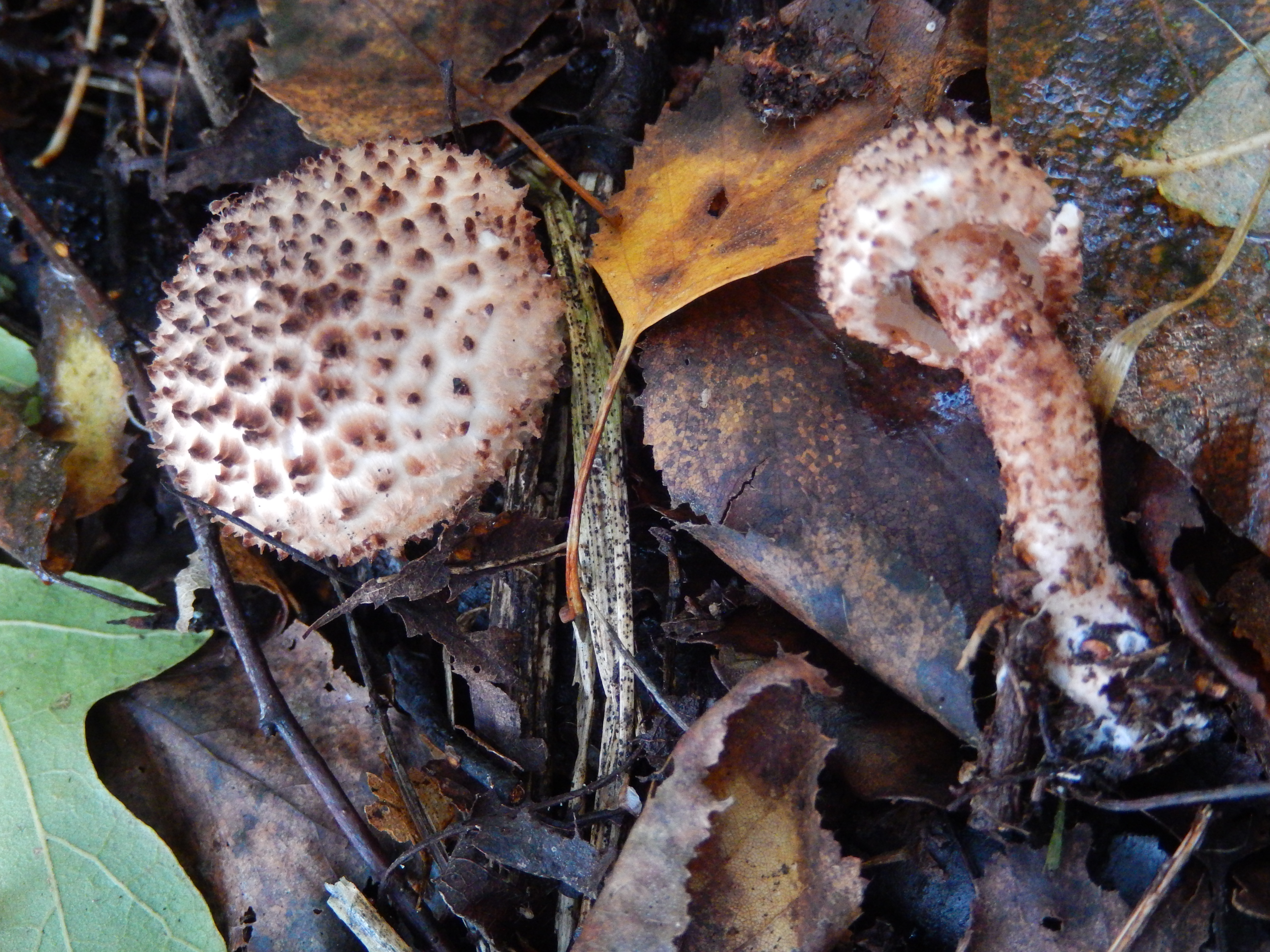
!Lepiota hystrix!
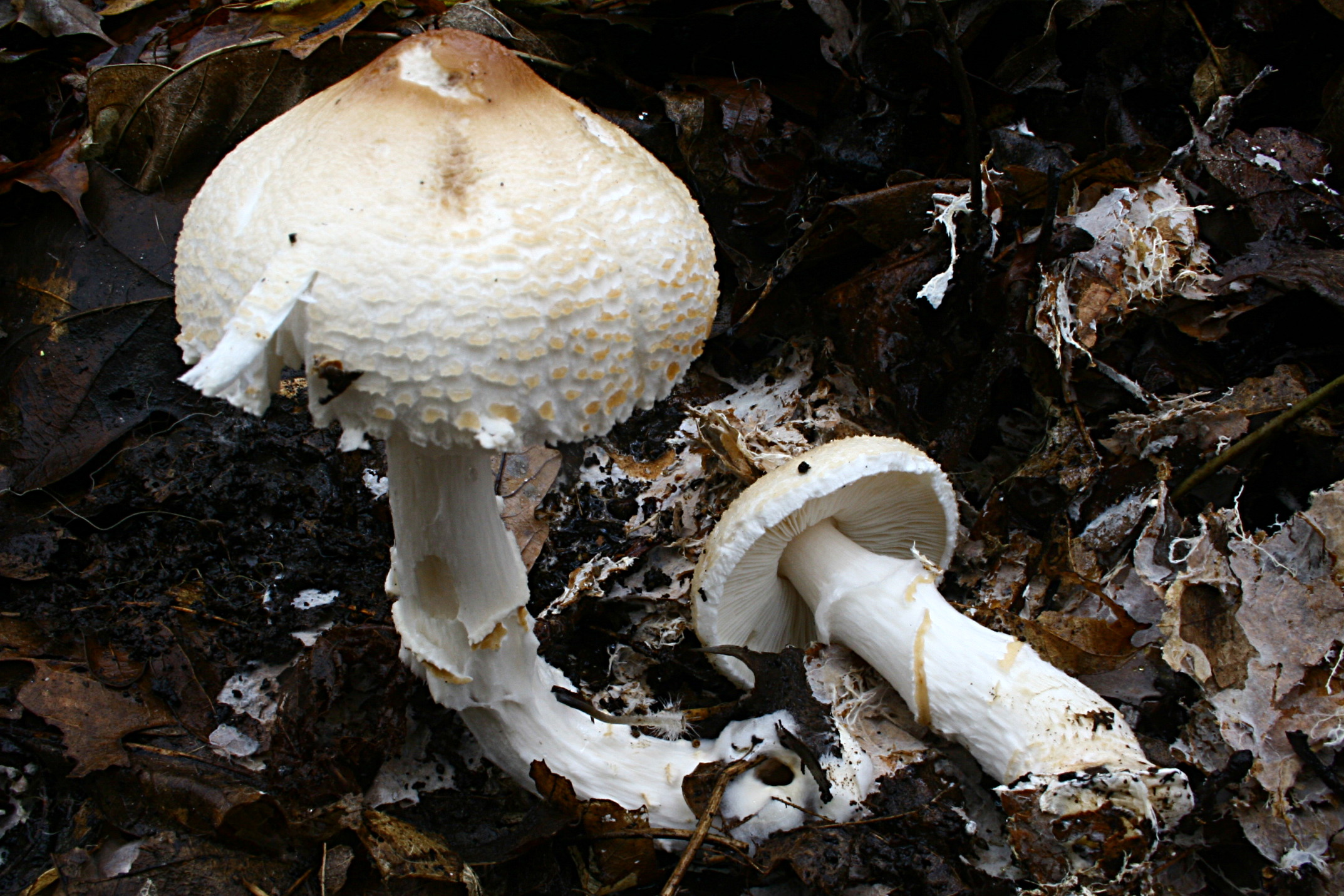
Lepiota ignivolvata
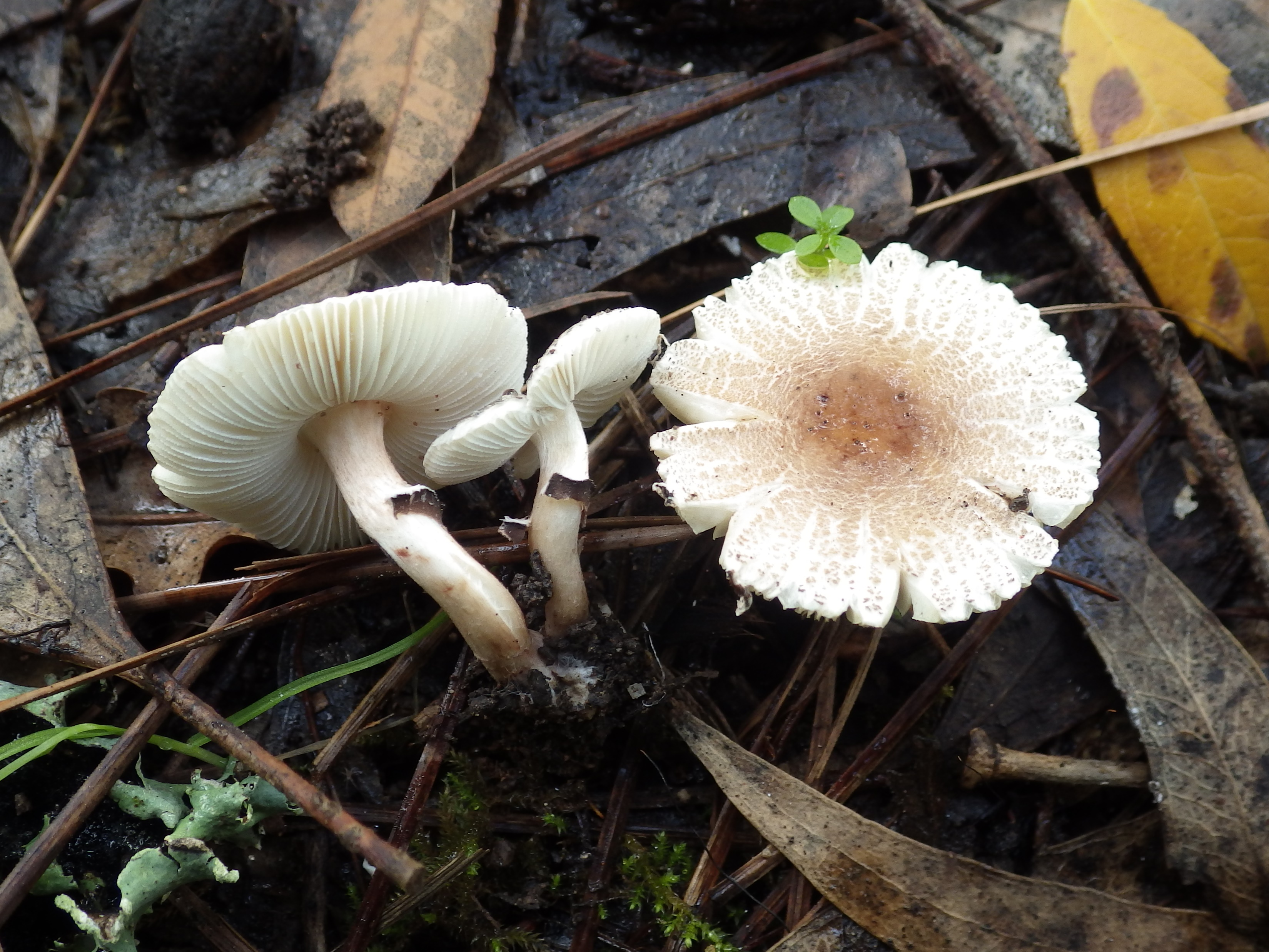
!!Lepiota lilacea!!
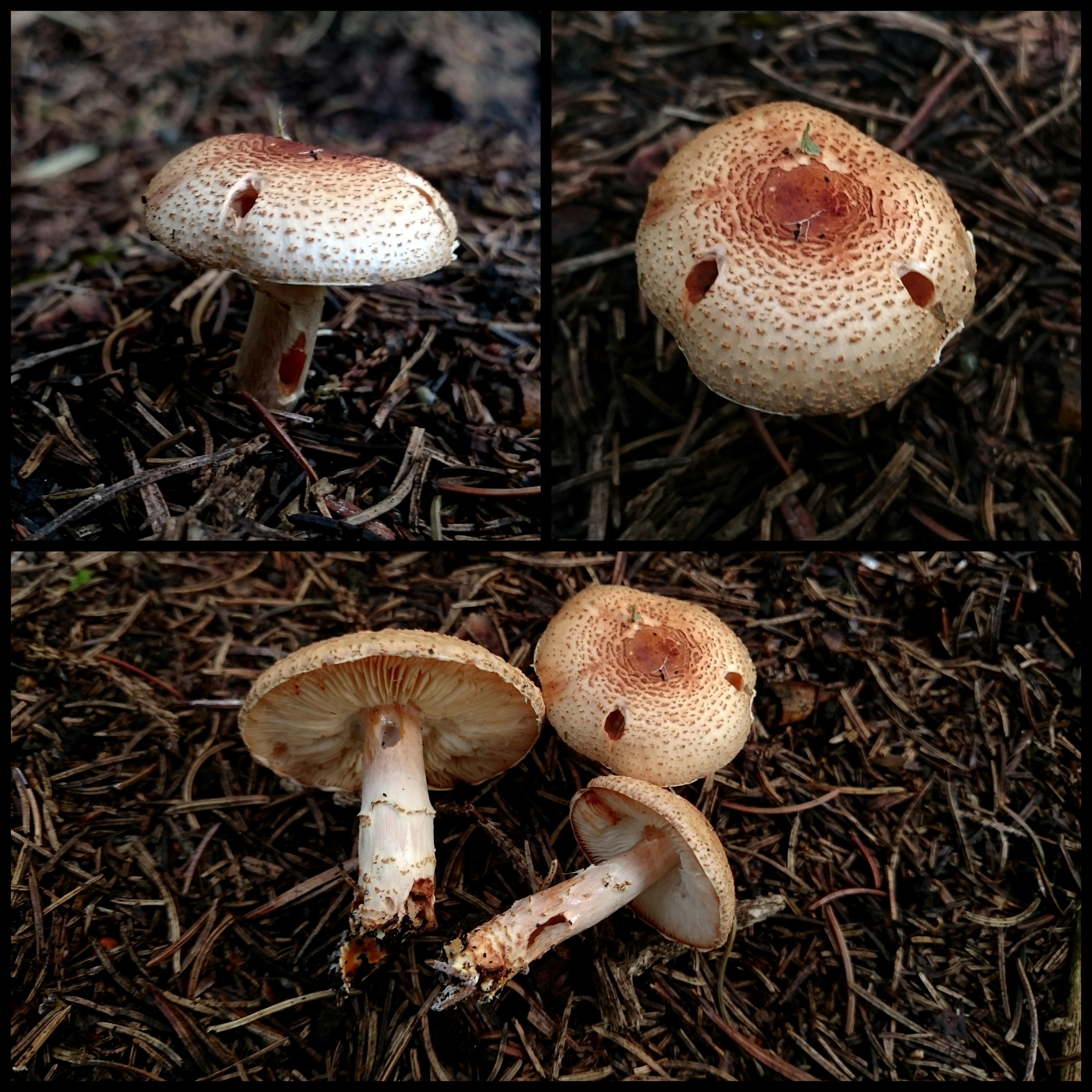
!!Lepiota ochraceofulva!!
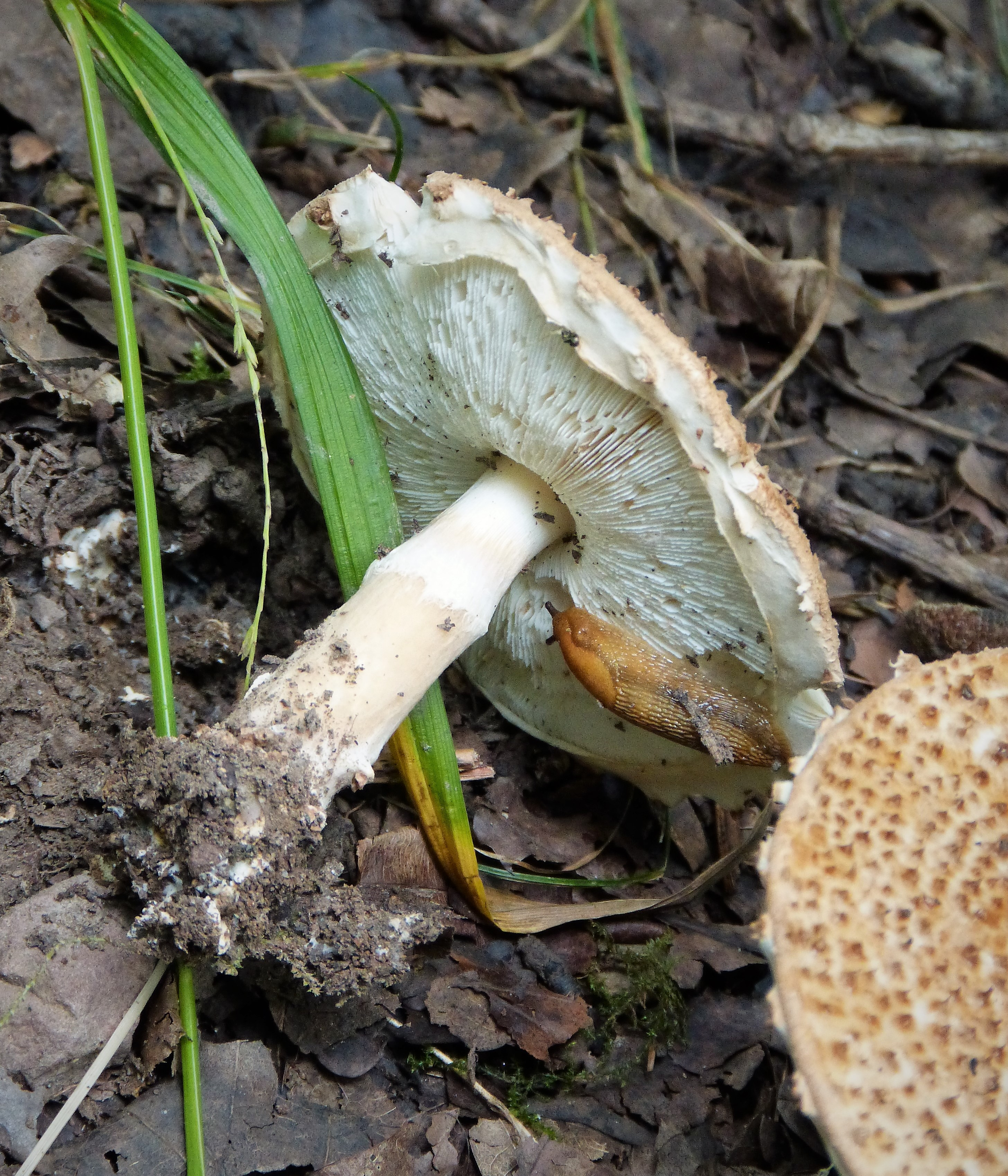
!!!Lepiota pseudolilacea sin. Lepiota pseudohelveola!!!
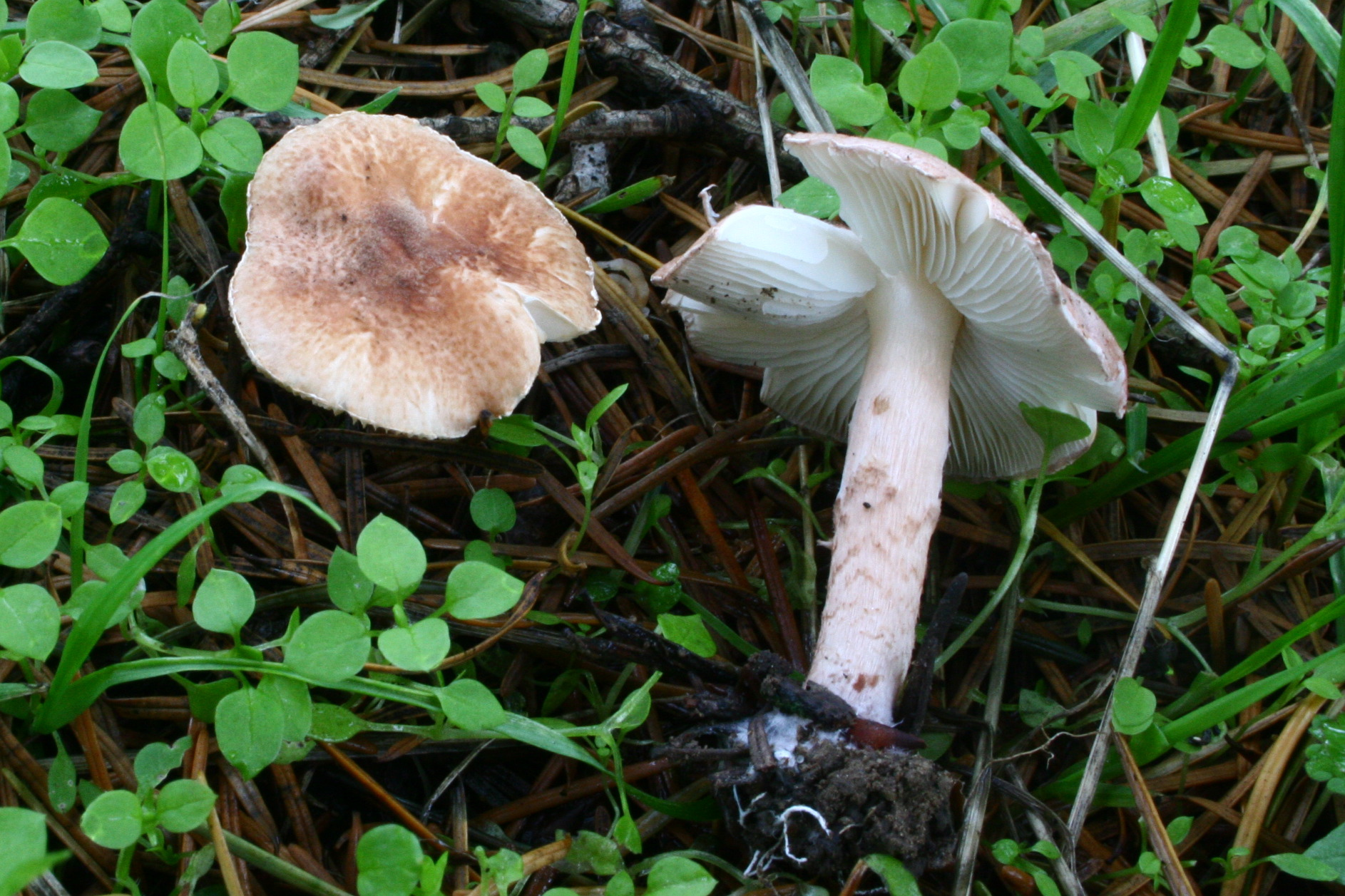
!!!Lepiota subincarnata!!!

## Valorificare
Lepiota cristata este singur din cauza mirosului dezgustător și de acea nepotrivit pentru consum. Mai departe, analiza toxicologică a materialului micologic a constat în determinarea următorilor poluanți acumulați în probele de ciuperci recoltate: oxizi de azot, sub formă de nitriți; oxizi de sulf, sub formă de sulfiți; metale grele (Cu, Zn, Fe, Mn, Ni). Pentru acest soi (uscat, la 105° C) s-a măsurat o concentrare de 173,75 μg/g sulfiți. Pentru  analiză s-a folosit  ciuperca întreagă,  precum cele două elemente componente: pălăria și piciorul. Determinarea nitriților și sulfiților s-a efectuat după o prealabilă extracție apoasă a produsului proaspăt, prin metode spectrofotometrice. Determinarea metalelor s-a efectuat  după prealabilă mineralizare umedă cu acid  azotic  concentrat, urmată de spectrofotometrie de absorbție atomică.
Specia conține în plus câteva toxine în mare parte încă nedefinite precum așa numitul crustinol care provoacă probleme gastrointestinale.